# Rebecca Field
Rebecca Field (Lenox (Massachusetts), 19 juni) is een Amerikaanse actrice.

## Biografie
Field werd geboren in Lenox (Massachusetts) en woont nu in Los Angeles. Field studeerde aan de Bridgewater State University in Bridgewater (Massachusetts).
Field begon in 2006 met acteren in de televisieserie Monk, waarna zij nog meerdere rollen speelde in televisieseries en films.

## Filmografie

### Films
Uitgezonderd korte films.
- 2020: Four Good Days - als coach Miller
- 2018: A Star Is Born - als Gail
- 2018: Don't Worry, He Won't Get Far on Foot - als Margie Bighew
- 2015: The Big Leaf - als Dawn
- 2014: Horrible Bosses 2 - als groepslid van groep seksverslaafden
- 2014: Stuck – als Terri
- 2012: American Pie: Reunion – als Loni
- 2011: About Fifty – als Michelle
- 2007: Trapped in the Closet: Chapters 13-22 – als Bridget
- 2007: The Metrosexual – als Tonya de escortdame

### Televisieseries
Uitgezonderd eenmalige gastrollen.
- 2020-2023: All Rise - als Carol Coleman - 12 afl.
- 2022: Gordita Chronicles - als Valerie - 5 afl.
- 2021: Total Badass Wrestling - als Barb - 7 afl.
- 2020: Borrasca - als Kathryn Scanlon - 3 afl.
- 2019: L.A.'s Finest - als Alice Kensler - 2 afl.
- 2019: Shameless - als Eliza - 5 afl.
- 2015: Kittens in a Cage - als Jeanine - 6 afl.
- 2014: Grey's Anatomy – als Sabine McNeil – 7 afl.
- 2012-2013: The Client List – als Lacey Jean – 24 afl.
- 2009-2011: Hawthorne – als Susan Winters – 4 afl.
- 2008-2009: The Game – als Tina – 2 afl.
- 2007-2008: October Road – als Janet Meadows – 19 afl.